# تپه ساری‌گل‌تپه‌سی
تپه ساری گل تپه سی مربوط به دوره اشکانیان است و در شهرستان نمین، بخش مرکز ی، دهستان دولت‌آباد، روستای نوجه ده واقع شده و این اثر در تاریخ ۱۸ اسفند ۱۳۸۷ با شمارهٔ ثبت ۲۴۹۲۸ به‌عنوان یکی از آثار ملی ایران به ثبت رسیده است.